# مایکروسافت اژر

لوگو مایکروسافت اژر

مایکروسافت اَژر، که معمولاً با نام آژور (اَژیور، اِیژر و اِیژیور ‎/ˈæʒər, ˈeɪʒər/‎ AZH-ər, AY-zhər, ‎/ˈæzjʊər, ˈeɪzjʊər/‎ AZ-ure, AY-zure) به آن اشاره می‌شود، یک سرویس محاسبات ابری است که توسط مایکروسافت برای مدیریت برنامه‌های کاربردی از طریق مراکز داده مایکروسافت ارائه شده. اژر نرم‌افزار به عنوان یک سرویس (SaaS)، پلتفرم به عنوان یک سرویس (PaaS) و زیرساخت به عنوان یک سرویس (IaaS) را فراهم می‌کند و از بسیاری از زبانهای مختلف برنامه‌نویسی، ابزارها و چارچوب‌ها، از جمله نرم‌افزارها و سیستم‌های مخصوص مایکروسافت و شخص ثالث پشتیبانی می‌کند.

## خدمات
اژر از مجازی سازی در مقیاس بزرگ در مراکز داده مایکروسافت در سراسر جهان استفاده می‌کند و بیش از ۶۰۰ سرویس را ارائه می‌دهد.